# Barbara Waylen
Ada Barbara Waylen (* 1906; † 1980) war eine britische Publizistin und Friedensaktivistin. Der von ihr herausgegebene Sammelband Creators of the Modern Spirit. Towards a philosophy of faith. inspirierte unter anderem die niederländische Königin Juliana zu einer Reihe von spirituellen Konferenzen auf dem Schloss Het Oude Loo.

## Leben
Ada Barbara Waylen, genannt Barbara, wurde 1906 in eine katholische Familie geboren, wandte sich aber später vom Katholizismus ab. Anfang der 1950er lebte sie in Oxford, England. 1950 veröffentlichte sie bei dem Verleger Edward Hamilton aus Worthing in Sussex die Monografie Evidence of divine purpose. Ein Jahr später veröffentlichte sie bei einem Londoner Verlag den Sammelband Creators of the Modern Spirit. Towards a philosophy of faith., der noch im selben Jahr auch bei Macmillan in New York City erschien. Der Sammelband enthält Texte verschiedener Wissenschaftler, Künstler, Theologen und Philosophen, darunter von Mahatma Gandhi, Sarvepalli Radhakrishnan, Nikolai Alexandrowitsch Berdjajew, Salvador de Madariaga und Fritz Heinemann. Mit dem indischen Philosophen Radhakrishnan, der einige Zeit in Oxford gelehrt hatte, war Waylen persönlich bekannt. Sie selbst steuerte ihrem Sammelband einen kurzen Essay namens World unity through justice bei. Das Buch behandelt verschiedene Fragen von Religion und Theologien, besonders im Blickwinkel der Moderne. Wiederkehrend war der Gedanke, dass nach dem Krieg der Aufbau einer universalen Religion anzustreben sei, um einen weltweiten Frieden zu ermöglichen. In ihrem eigenen Beitrag argumentierte Waylen für die Erreichung einer friedlichen Weltgemeinschaft durch verschiedene Gerichtshöfe, die in internationalen Konflikten vermitteln sollten und für Gerechtigkeit sorgen sollten. Der Philosoph Jan Hendrik Walgrave schrieb in einer Rezension, das Buch sei „als solches [...] zweifelslos sehr unvollständig und sogar weit davon entfernt, umfassend zu sein“, rege aber dennoch „viel zum Nachdenken“ an.
Unter der Leserschaft des Buches waren mehrere Vertraute der damaligen niederländische Königin Juliana, die sich von dem Werk begeistert zeigte. Das Buch der britischen Friedensaktivistin animierte die niederländische Königin, eine Reihe von Konferenzen über spirituelle Fragen im Schloss Het Oude Loo auszurichten. Organisiert von Julianas Vertrauten Wim Kaiser, wurden zahlreiche hochrangige Persönlichkeiten mit Einladungen bedacht, darunter auch Waylen und viele der noch lebenden Beitragenden des von ihr herausgegebenen Sammelbandes. Zur ersten Konferenz im Juli 1951 konnte Waylen selbst nicht anwesend sein, da ihr Ehemann nach einer Beinamputation gesundheitlich schwer angeschlagen war. Allerdings schickte sie einen Grußbrief, in dem sie sich für die Gründung einer universalen Kirche einsetzte, in der alle Religionen, Staaten und gewillten Menschen vereint werden würden, um den „Weltfrieden“ zu erreichen. Zur zweiten Konferenz im November 1951 war Waylen persönlich zugegen und drückte ihre Hoffnung aus, Königin Juliana würde die Führung dieser universalen Kirche als eine „Königin des Friedens“ übernehmen.
Auf der gleichen Konferenz kritisierte die ebenfalls anwesende Eleanor Roosevelt die ihrer Meinung autoritäre Konferenzleitung um Wim Kaiser, der durch die selbsternannte Wunderheilerin Greet Hofmans beeinflusst wurde. Kaiser forderte, dass Hofmans Ideen mehr Gehör bekommen müssten. Waylen stellte sich während der Konferenz noch auf Kaisers Seite und unterstützte dessen Reaktion auf Roosevelts Kritik. In den nächsten Monaten geriet sie im Briefwechsel mit Kaiser aber selbst immer mehr mit ihm aneinander. Die beiden stritten über theologische Ideen und auch Waylen kam immer mehr zu dem Eindruck, dass Kaisers Führungsstil autoritären Charakter habe; Kaiser sei nicht an einem freundschaftlichen Austausch interessiert, sondern verlange völlige Gefolgsamkeit gegenüber seinen dogmatischen Positionen. Prinzipiell hielt Kaiser selbst sowieso wenig von Waylens Ideen. Sowohl Roosevelt als auch Waylen wurden zu den nächsten Konferenzen nicht mehr eingeladen, mehrere spätere Briefe Waylens an die niederländische Königin blieben unbeantwortet. Die Beziehungsgeflechte zwischen Kaisern, der „Heilerin“ Hofmans und Königin Juliana führte einige Jahre danach zu einer bedeutenden Krise der niederländischen Monarchie.
Waylen erhielt ferner für die Creators of Modern Spirit eine Nominierung für den Friedensnobelpreis durch den Hochschullehrer Norman Bentwich im Namen des Freundeskreises der Hebräischen Universität Jerusalem. Bentwich, der selbst einen Aufsatz mit dem Titel The fruit of suffering zum Buch beigetragen hatte, hob hervor, dass die Britin mit ihrem Buch das Ziel gehabt habe, weltweit das gegenseitige Verstehen und Wohlwollen zu vergrößern. Auch danach setzte sich Waylen für die internationale Verständigung ein. Später veröffentlichte sie noch eine Biografie der Spiritualistin Frances Banks. Waylen starb 1980 im Alter von 74 Jahren.

## Werke
Monografien
- Evidence of divine purpose. Edward Hamilton, Worthing 1950.
- The story of Frances Banks. The great seeker. Regency Press, London 1972, ISBN 0-7212-0268-3.

Herausgeberschaften
- Creators of the Modern Spirit. Towards a philosophy of faith. A symposium. Rockliff, London 1951.
  - Creators of the Modern Spirit. Towards a philosophy of faith. A symposium. Macmillan, New York City 1951.